# حماسه گیلگمش (مارتینی)
حماسه گیلگمش (به چکی: Epos o Gilgamešovi) یک اوراتوریو برای صدای تک‌نواز، کر و ارکستر بوهوسلاو مارتینی است که در سال‌های ۱۹۵۴-۱۹۵۵ در نزدیکی نیس در فرانسه ساخته شد، و در سال ۱۹۵۸ در بازل، سوئیس با عنوان و متن آلمانی (Das Gilgamesch-Epos) اجرا شد

## زمینه
ماجا ساچر از موزه بریتانیا بازدید کرد و کتابچه مربوط به الواح میخی گلی مربوط به گیلگمش را به سوئیس آورد. مارتینی با این موضوع آشنا شد (او در سال ۱۹۱۹ اثری بر اساس موضوع دیگر بابلی به نام ایستار خلق کرد) و در سپتامبر ۱۹۴۸ از دوستش ساچر خواست تا ترجمه کاملی را به دست آورد. این یکی از باستان‌شناسان رجینالد کمبل تامپسون بود. با این حال، مارتینی متن خود را به زبان انگلیسی، بر اساس ترجمه هگزامتر کمپبل تامپسون، حماسه گیلگمیش (۱۹۲۸)، به سبک خودش نوشت و آزادانه آنچه را که برای موسیقی او مناسب‌تر بود انتخاب کرد. مارتینی ترجیح می‌داد آن را در متنی به زبان چکی بنویسد و به گفته زندگی‌نامه‌نویسش، میلوش شافرانک، از شنیدن خیلی دیر در مورد ترجمه چکی اخیر حماسه توسط شاعر لوبور ماتوش متاسف بود. بعدها، فردیناند پوژمان متن مارتینی را بر اساس آثار ماتوش برای چیزی که به Epos o Gilgamešovi تبدیل شد ترجمه کرد. آهنگساز کار خود را در حوالی کریسمس در سال ۱۹۵۴ آغاز کرد و در ۱۸ فوریه ۱۹۵۵ به پایان رساند و در تمام مدت ارتباط نزدیک با ساچرز را حفظ کرد.
متن شامل پرتره مقطعی از حماسه اصلی گیلگمش در سه بخش است. آنها با عنوان "گیلگمش"، "مرگ انکیدو" و "تداعی" هستند که در آن گیلگمش انکیدو را از دنیای مردگان فرا می‌خواند. بخش‌هایی از متن جابه‌جا می‌شود - برای مثال بخش اول شامل عناصر لوح سوم است و بخش پایانی از لوح دهم می‌آید.

## خلاصه داستان
- قسمت ۱، "گیلگمش": مردم وحشت حاکم خود را توصیف می‌کنند و از آررو می‌خواهند که برای گیلگمش همدمی ایجاد کند تا حواس او پرت شود. آررو انکیدو را خلق می‌کند. گیلگمش در مورد شکارچی باخبر می‌شود و او را از طریق اغوای جنسی تحت تأثیر خود قرار می‌دهد. انکیدو رویکردهای زن را می‌پذیرد و به شهر می‌رود. افراد انکیدو دیگر نمی‌خواهند با او باشند و فرار می‌کند. گیلگمش و انکیدو با هم می جنگند.
- قسمت ۲، "مرگ انکیدو": جنگ گذشته، آنها با هم دوست می‌شوند. اما انکیدو بیمار می‌شود و خواب می‌بیند که خواهد مرد. که بعد از دوازده روز درد می‌میرد. گیلگمش برای او گریه می‌کند. او به دنبال زندگی ابدی است، اما نمی‌تواند آن را بیابد.
- قسمت ۳، "طلسم": گیلگمش متوجه می شود که نتوانسته است راز جاودانگی را بیاموزد. انکیدو باید با افسونی دوباره زنده شود و به او بگوید؛ در گفت و گو با روح او، تنها چیزی که شنیده می‌شود این است: «دیدم».

این نمونه‌ای از متن مقایسه‌ای است. کمبل تامپسون و مارتینی:
| کمپبل تامپسون (۱۹۲۸) | بوهوسلاو مارتینی (۱۹۵۴) |
| پس وقتی الهه آرورو این را شنید، در ذهن خود تصور کرد / این مفهوم آنو را از خود دور کرد و با شستن دستانش، آررو / با انگشت مقداری خاک رس را روی بیابان قالب زد: بنابراین در بیابان / انکیدو او را ساخت. یک جنگجو، همانطور که به دنیا آمد و متولد شد / آری، از نینورتا دوتایی، و تمام فیله را بیرون آورد. / رویش پر زرق و برق موهایش مانند ریشک های جو، / </br> او مردم و سرزمین را نمی شناخت. او مانند سوموکوان لباسی پوشیده بود. / عن غزال بر علف چراگاه کرد، با چهارپایان / سیرش را نوشید، با جانوران دلش از آب خوش شد. | تکنوازی باس: الهه آرورو به ناله هایشان گوش داد. / او مقداری خاک رس انگشت زد، روی صحرا قالب زد. / بنابراین در صحرا انکیدو او را جنگجو ساخت. / در راه زنی به قفسه هایش کوبید، / رویش پر زرق و برق موهایش را مانند ریش های جو جوانه زد. |
| پس وقتی الهه آرورو این را شنید، در ذهن خود تصور کرد / این مفهوم آنو را از خود دور کرد و با شستن دستانش، آررو / با انگشت مقداری خاک رس را روی بیابان قالب زد: بنابراین در بیابان / انکیدو او را ساخت. یک جنگجو، همانطور که به دنیا آمد و متولد شد / آری، از نینورتا دوتایی، و تمام فیله را بیرون آورد. / رویش پر زرق و برق موهایش مانند ریشک های جو، / </br> او مردم و سرزمین را نمی شناخت. او مانند سوموکوان لباسی پوشیده بود. / عن غزال بر علف چراگاه کرد، با چهارپایان / سیرش را نوشید، با جانوران دلش از آب خوش شد. | گروه کر: نه مردم و نه زمین را می شناخت. / با غزال ها مرتع علفی کرد. / با وحش دلش به آب خوش شد / با چهارپایان. |

## سابقه عملکرد
اولین نمایش اوراتوریو در ۲۴ ژانویه ۱۹۵۸ با ارکستر مجلسی بازل و گروه کر مجلسی بازل به رهبری پل ساچر انجام شد، و اجراهای بیشتری در زمان حیات مارتینی دریافت کرد، از جمله یکی در وین که در آن سولیست‌ها مریلین هورن، موری دیکی، اتو وینر، والتر بری و به رهبری ساکر بودند. اولین نمایش بریتانیا در سال ۱۹۵۹ توسط سر مالکوم سارجنت انجام شد که در جریان بازدید از پراگ از شنیدن آن بسیار تحت تأثیر قرار گرفت. الوار لیدل راوی داستان بود و ضبط شد. ورنون هندلی این کار را در سال ۱۹۷۰ در گیلدفورد انجام داد. جیرجی بلاهلوک پس از ضبط استودیویی برای سوپرافون در سال ۱۹۷۶، اجراهایی را در سالن جشنواره با ارکستر سمفونیک بی‌بی‌سی و جک شپرد به عنوان راوی در سال ۱۹۹۵ اجرا کرد که توسط بی‌بی‌سی بر روی سی‌دی منتشر شد. نسخه‌ای از این اثر برای اولین بار توسط تئاتر ملی برنو در آوریل ۲۰۱۹ به تهیه‌کنندگی ژیری هیرمن، با طراحی رقص مارکو ایوانوویچ، با نقش اصلی جیری بروکلر همراه با دیدو و آئنیاس ارائه شد. در سال ۲۰۱۴، نسخه انتقادی آلش برزینا از حماسه گیلگمش توسط Bärenreiter در نسخه کامل بوهوسلاو مارتینی منتشر شد. اپراهای بعدی در این زمینه توسط پر نورگارد و فولکر دیوید کرشنر و دیگران نوشته شده است. 